# Athelia teutoburgensis
Athelia teutoburgensis är en svampart som först beskrevs av Wilhelm Brinkmann, och fick sitt nu gällande namn av Jülich 1973. Athelia teutoburgensis ingår i släktet Athelia och familjen Atheliaceae.   Inga underarter finns listade i Catalogue of Life.